# بوفالو بيلز
بوفالو بيلز (بالإنجليزية: Buffalo Bills) فريق كرة قدم أمريكية للمحترفين. مقره في بوفالو، في ولاية نيويورك، وينافس في الدوري الوطني لكرة القدم الأمريكية (NFL)، ضمن مجموعة المؤتمر الأمريكي لكرة القدم (AFC) في المجموعة الشرقية. يلعب فريق بوفالو بيلز مبارياته على ساحة ملعب نيو إيرا في اورتشارد بارك.

## تاريخ الفريق
بدأ فريق بوفالو بيلز المنافسة في دوري كرة القدم الأمريكي بقيادة المدرب باستر رامزي في عام 1960. بعدها إنضم إلى الدوري الوطني لكرة القدم الأمريكية في عام 1970. فاز فريق بوفالو بيلز ببطولة الدوري الأمريكي لكرة القدم مرتان على التوالي في موسم عام 1964 وعام 1965.

## الملعب
منذ عام 1973، لعب فريق بوفالو بيلز مبارياته على ساحة ملعب نيو إيرا.

## وصلات خارجية
- الموقع الرسمي

‌